# Hockey Hall of Fame

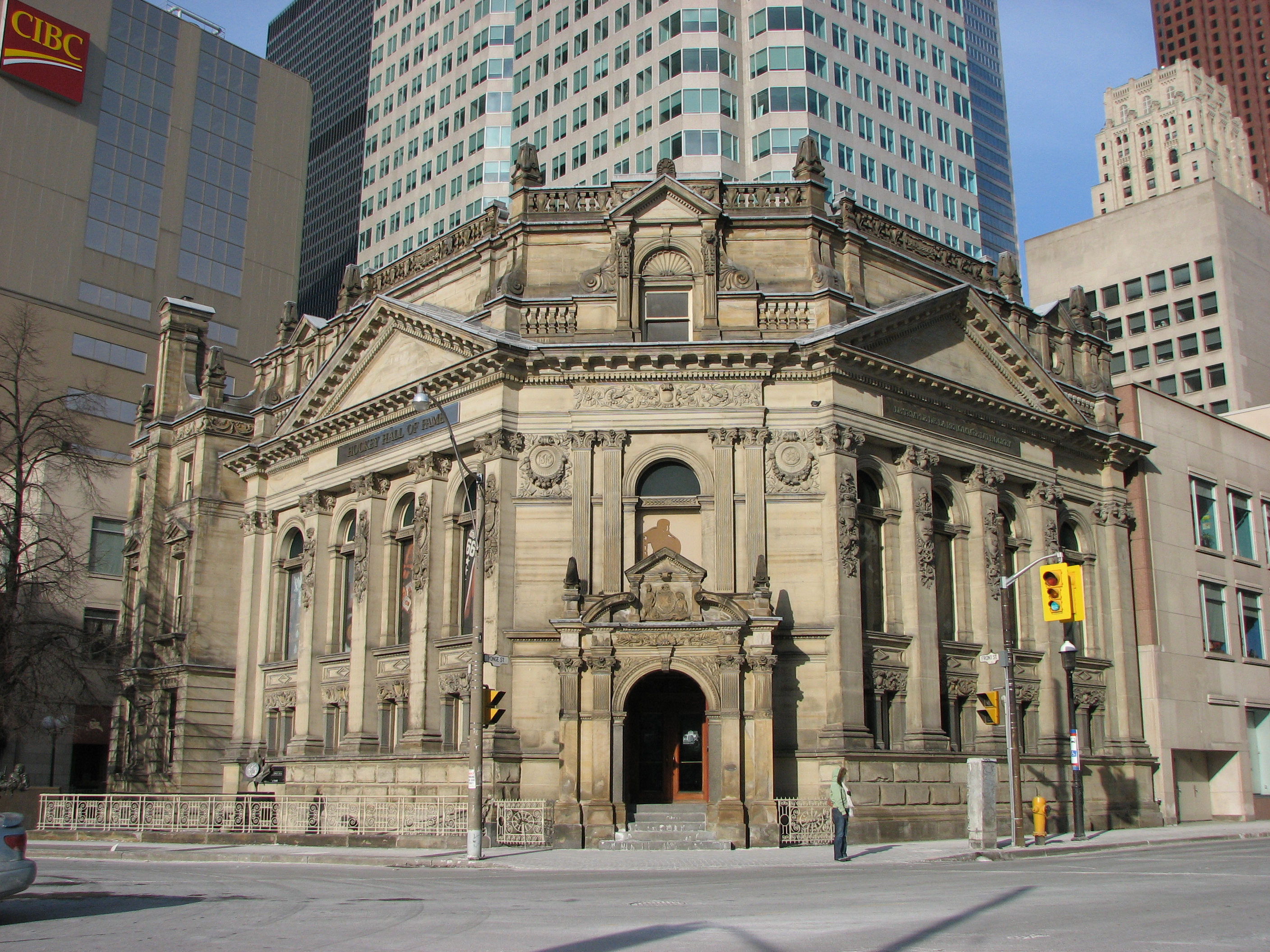
Hockey Hall of Fame w Toronto

Hockey Hall of Fame (pl. Galeria Sławy Hokeja – znajdująca się w Toronto w Kanadzie galeria sławy, a zarazem muzeum poświęcone historii hokeja na lodzie. Są w niej wystawiane trofea National Hockey League. 
Każdy zawodnik, trener, twórca zespołu czy sędzia NHL (lub z niższych lig) może zostać zgłoszony do zostania członkiem Hockey Hall of Fame. Obecnie jest to uznawane za największe wyróżnienie. Hockey Hall of Fame została otwarta 26 sierpnia 1961. Osoba chcąca wstąpić do Hockey Hall of Fame musi być mianowana przez 18-osobowy komitet członków Hockey Hall of Fame. Kandydat musi otrzymać poparcie 3/4 członków komitetu. Każdego roku może być zgłoszonych: czterech zawodników, dwóch budowniczych zespołów oraz jeden sędzia. Zawodnicy i arbitrzy muszą to być osoby nieaktywne zawodowo od co najmniej trzech lat. Tę zasadę pominięto w przypadku trzech graczy NHL: Gordiego Howego, Guya Lafleura i Mario Lemieux. Członkowie Hockey Hall of Fame mogą wrócić do gry.
Większość członków Hockey Hall of Fame to Kanadyjczycy, ale są wśród nich również: Amerykanie, Rosjanie, Słowacy oraz Australijczyk, Anglik, Fin, Szkot i Szwed. W 2010 roku do grona przyjęto także dwie pierwsze kobiety-hokeistki.